# Nick Cheung
Pour les articles homonymes, voir Cheung.
Nick Cheung, de son vrai nom Cheung Ka-fai (張家輝, né le 2 décembre 1964) est un acteur et réalisateur hongkongais. Il remporte sept prix pour son rôle dans The Crash (2008), dont le Hong Kong Film Critics Society Award du meilleur acteur, le Hong Kong Film Award du meilleur acteur  et le Golden Horse Film Award du meilleur acteur.

## Biographie
Officier de la police de Hong Kong, pendant quatre ans, il quitte son poste après que sa demande de transfert au service des enquêtes criminelles ait été rejetée. Il travaille ensuite pour la société de production de Danny Lee. Son premier film est Thank you, Sir! (1989) dans lequel il joue un élève de l'école de cadets de la police. De 1989 à 1994, il travaille pour la chaîne ATV World (en) qu'il quitte pour rejoindre la chaîne TVB, qu'il quitte également en 2004 pour se consacrer au cinéma.
Sa célébrité se construit au départ en apparaissant dans plusieurs comédies de Wong Jing mais il change de registre à partir de 2003 pour se tourner vers des rôles plus sombres. Il est nommé une première fois au Hong Kong Film Award du meilleur acteur en 1999, mais ne remporte finalement ce prix qu'en 2009 pour son rôle dans The Crash.
En 2013, il est également salué par la critique des éloges et remporte plusieurs prix du meilleur acteur pour son rôle de combattant vieillissant de MMA dans Unbeatable (en).

## Vie privée
Cheung rencontre l'actrice Esther Kwan (en) à l'époque où il travaille pour ATV. Ils se marient en Australie le 8 décembre 2003. Leur fille, Brittany Cheung (張童, Cheung Tung), naît le 24 janvier 2006.
Cheung a gagné 75 millions HK$ en 2014.

## Filmographie

### Cinéma
- 1980 : The Informer
- 1989 : News Attack
- 1989 : Thank You Sir
- 1990 : Against All
- 1992 : What a Hero!
- 1993 : Raped by an Angel
- 1994 : Born Innocent
- 1994 : Shoot to Kill
- 1996 : Ah Kam
- 1997 : A Recipe for the Heart (série télévisée)
- 1998 : Healing Hands (série télévisée)
- 1998 : The Conman
- 1999 : The Lord of Amusement
- 1999 : Raped by an Angel 4: The Raper's Union
- 1999 : The King of Debt Collecting Agent
- 1999 : He Is My Enemy, Partner, and Father-In-Law
- 1999 : The Tricky Master
- 1999 : Prince Charming
- 1999 : The Conmen in Vegas
- 2000 : My Name Is Nobody
- 2000 : The Duel
- 2000 : Clean My Name, Mr. Coroner!
- 2000 : Conman in Tokyo
- 2000 : The Teacher Without Chalk
- 2000 : Love Correction
- 2001 : Runaway
- 2001 : Day Off
- 2001 : Every Dog Has His Date
- 2002 : Time 4 Hope
- 2002 : Happy Family
- 2003 : Fate Fighter
- 2003 : Shiver
- 2004 : The Last Breakthrough
- 2004 : Breaking News
- 2005 : Election
- 2006 : Election 2
- 2006 : On the Edge
- 2006 : Exilé
- 2006 : Wise Guys Never Die
- 2007 : Sweet Revenge
- 2007 : Exodus
- 2008 : Connected
- 2008 : The Crash
- 2009 : Red River
- 2009 : To Live and Die in Mongkok
- 2010 : The Stool Pigeon
- 2011 : The Founding of a Party
- 2011 : Treasure Inn
- 2013 : Conspirators
- 2013 : La Guerre des Cartels
- 2014 : Golden Chicken 3
- 2015 : Keeper of Darkness
- 2015 : From Vegas to Macau 2
- 2016 : From Vegas to Macau 3
- 2016 : Line Walker
- 2019 : Integrity
- 2019 : Funeral Killers
- 2019 : Line Walker 2: Invisible Spy

### Comme réalisateur
- 2014 : Hungry Ghost Ritual
- 2015 : Keeper of Darkness

### Télévision
- 1990 : No Way Out
- 1991 : Who is the Winner
- 1992 : Pride Knows No Love
- 1992 : Spirit of the Dragon
- 1993 : War of the Couple
- 1993 : Silver Tycoon
- 1993 : Gambler's Dream
- 1993 : Race-Course Fever
- 1993 : Who is the Winner 2
- 1993 : The Brutal Trial
- 1994 : The Kung Fu Master
- 1994 : Beauty Pageant
- 1994 : House of Horror: Siren Song
- 1997 : Mystery Files
- 1997 : A Recipe for the Heart
- 1997 : Triumph Over Evil
- 1998 : Secret of the Heart
- 1998 : Healing Hands
- 1998 : Moments of Endearment
- 1999 : Game of Deceit
- 1999 : A Smiling Ghost Story
- 2000 : The Legendary Four Aces
- 2001 : Law Enforcers
- 2003 : Ups and Downs in the Sea of Love
- 2003 : Drunken Kungfu
- 2004 : The Last Breakthrough
- 2005 : Xin Zui Da Jin Zhi
- 2007 : Best Selling Secrets